# Saxifraga alloysii-villarii
Saxifraga alloysii-villarii är en stenbräckeväxtart som beskrevs av T.E. Díaz González, M.P. Fernández Areces, J. Pérez Carro och F. Llam. Saxifraga alloysii-villarii ingår i Bräckesläktet som ingår i familjen stenbräckeväxter. Inga underarter finns listade i Catalogue of Life.